# الشلالة (السدة)

تعديل مصدري - تعديل

الشلالة محلة تابعة لقرية رباط جوهر، التابعة لعزلة بني الحارث بمديرية السدة إحدى مديريات محافظة إب في الجمهورية اليمنية.، بلغ تعداد سكانها 34 حسب تعداد اليمن لعام 2004.